# Metanarthecium luteoviride
Metanarthecium luteoviride, trajnica ili rizomatozni geofit, svrstavana je dvojako, u vlastiti rod Metanarthecium, ili u rod Aletris kao Aletris luteoviridis (Maxim.) Franch..
Ova vrsta endemična je za Aziju, Kurilski otoci, Južna Koreja i veliki japanski otoci Hokkaido, Honshu, Shikoku, Kyushu, Yakushima.

## Infravrste
- Metanarthecium luteoviride var. luteoviride
- Metanarthecium luteoviride var. nutans Masam., Yakushima, Nakanoshima

## Vanjske poveznice
|  | Zajednički poslužitelj ima stranicu o temi Metanarthecium luteoviride    |
|  | Zajednički poslužitelj ima još gradiva o temi Metanarthecium luteoviride |
|  | Wikivrste imaju podatke o taksonu Metanarthecium luteoviride             |

- M. luteoviridis, planina Adatara, prefektura Fukushima, Japan
- M. luteoviridis